# Batalla de Avarayr
La batalla de Avarayr (en armenio: Ավարայրի ճակատամարտ), también conocida como batalla de Vartanantz, se libró en la planicie de Avarayr en Vaspurakán en el año 451, entre los armenios rebeldes acaudillados por Vardán II Mamiconio (beatificado y llamado más tarde san Vartán) y los dominadores persas sasánidas. Aunque los persas vencieron, los armenios obtuvieron la libertad religiosa, por lo cual es recordada como una de las más grandes batallas de la historia del pueblo armenio.
La batalla fue un conflicto entre los armenios cristianos y los persas adeptos al zoroastrismo. Armenia, el primer país oficialmente cristiano del mundo (desde el año 301 cuando Gregorio el Iluminador convirtió al rey Tirídates III), se opuso fuertemente al abandono de su fe; el clero armenio respondió al rey Yazdegerd II con estas palabras:

Nada nos moverá de nuestra fe, ni hombres, ni espadas, ni aguas, ni cualquier otro tipo de violencia imaginable. Nuestros bienes y posesiones están a tu disposición, puedes usarlos como quieras. Desde que nos concedas la libertad de creencia, tú serás nuestro único señor de la tierra, así como Cristo es nuestro único Dios en el cielo. No exigimos más que eso, es nuestra decisión: nuestras vidas están en tus manos [...], estamos inseparablemente unidos a nuestro Dios, y nada podrá romper esa unión, jamás en ningún tiempo.

Los persas zoroastrianos ganaron la batalla y los armenios se ganaron el respeto de los persas, dejándoles practicar el cristianismo.